# Kirazlık, Ulubey
Kirazlık là một xã thuộc huyện Ulubey, tỉnh Ordu, Thổ Nhĩ Kỳ. Dân số thời điểm năm 2010 là 155 người.